# Varga János (ügyvéd)
Varga János (Szeged-Rókus, 1844. május 6. (keresztelés) – Arad, 1881. november 17.) ügyvéd, Arad tiszteletbeli főjegyzője.

## Élete
Varga István sertésvágó és Bezdány Trészka (Terézia) fia. Szegeden végezte középiskoláit, majd Pestre ment az egyetemre és itt Tóth Kálmán író fiának nevelője lett. Már ekkor számos humorisztikus cikk és apróság jelent meg tőle a Bolond Miskában és egyéb cikkek a Fővárosi Lapokban; a Vasárnapi Ujságnak is állandó dolgozótársa volt. Később Aradra költözött, ahol ügyvédi irodát nyitott.
A népies irodalomban tünt fel élénk elbeszélésekkel, népszokások ismertetésével és zamatos magyar nyelvével. Szerkesztette az Arad és Vidéke című ellenzéki lapot, melynek szerkesztésétől azonban csakhamar vissza kellett vonulnia. 37 éves korában hunyt el.
Testvére volt Varga Ferenc kisteleki plébánosnak.
Álneve: Bagó Matyi.

## Munkája
- A babonák könyve. A magyar orvosok és természetvizsgálók által 300 forint díjjal jutalmazott pályamű. Arad, 1877. Online

Színművei kéziratban, melyek a budapesti Nemzeti Színházban előadattak:
- A véletlen, vígj. 1 felv. (először 1874. nov. 11.);
- A malom alatt, eredeti tört. népszínmű dalokkal 3 felv. (1878. szept. 13.);
- A bácskai reservisták, eredeti látv. népszínmű dalokkal 3 felv. (1879. febr. 9.).
- A biró leánya, Utolsó színi kísérlete volt: A szép asszony bolondja.

## További információ
- Írásai a Vasárnapi Ujságban: A Vasárnapi Újság Repertóriuma 1854-1921 II. 244-245. oldal Online